# Glikoprotein 2-b-D-ksiloziltransferaza
Glikoprotein 2-b--ksiloziltransferaza (EC 2.4.2.38, beta1,2-ksiloziltransferaza, UDP-D-ksiloza:glikoprotein (-ksiloza na 3,6-disupstituisana manoza 4-N- {-acetil-beta--glukozaminil-(1->2)-alfa--manozil-(1->3)-(-acetil-beta--glukozaminil-(1->2)-alfa--manozil-(1->6))-beta--manozil-(1->4)--acetil-beta--glukozaminil-(1->4)--acetil-beta--glukozaminil}asparagin) 2-beta--ksiloziltransferaza) je enzim sa sistematskim imenom UDP-D-ksiloza:glikoprotein (-ksiloza na 3,6-disubstituted manozi N4-{-acetil-beta--glukozaminil-(1->2)-alfa--manozil-(1->3)-(-acetil-beta--glukozaminil-(1->2)-alfa--manozil-(1->6))-beta--manozil-(1->4)--acetil-beta--glukozaminil-(1->4)--acetil-beta--glukozaminil}asparagin) 2-beta--ksiloziltransferaza. Ovaj enzim katalizuje sledeću hemijsku reakciju
UDP--ksiloza + N4-{-acetil-beta--glukozaminil-(1->2)-alfa--manozil-(1->3)-[-acetil-beta--glukozaminil-(1->2)-alfa--manozil-(1->6)]-beta--manozil-(1->4)--acetil-beta--glukozaminil-(1->4)--acetil-beta--glukozaminil}asparagin {\displaystyle \rightleftharpoons } UDP + N4-{-acetil-beta--glukozaminil-(1->2)-alfa--manozil-(1->3)-[-acetil-beta--glukozaminil-(1->2)-alfa--manozil-(1->6)]-[beta--ksilozil-(1->2)]-beta--manozil-(1->4)--acetil-beta--glukozaminil-(1->4)--acetil-beta--glukozaminil}asparagin
Ovaj enzim je specifičan za N-vezane oligosaharide (N-glikane).

## Literatura
- Nicholas C. Price; Lewis Stevens (1999). Fundamentals of Enzymology: The Cell and Molecular Biology of Catalytic Proteins (Third изд.). USA: Oxford University Press. ISBN 019850229X.
- Eric J. Toone (2006). Advances in Enzymology and Related Areas of Molecular Biology, Protein Evolution (Volume 75 изд.). Wiley-Interscience. ISBN 0471205036.
- Branden C; Tooze J. Introduction to Protein Structure. New York, NY: Garland Publishing. ISBN 0-8153-2305-0.
- Irwin H. Segel. Enzyme Kinetics: Behavior and Analysis of Rapid Equilibrium and Steady-State Enzyme Systems (Book 44 изд.). Wiley Classics Library. ISBN 0471303097.

## Spoljašnje veze
- Glycoprotein+2-beta-D-xylosyltransferase на 